# Ringen (turntoestel)

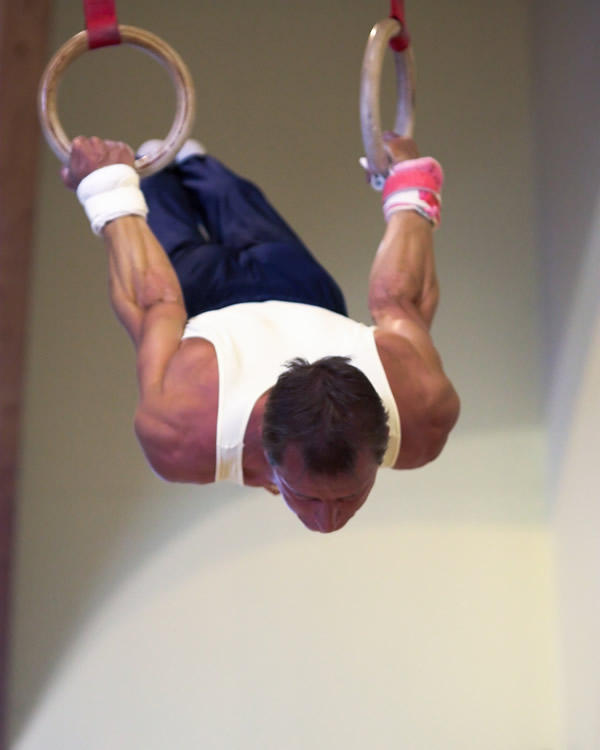
Turner aan de ringen

De ringen zijn een van de klassieke turntoestellen, en een Olympische turndiscipline voor mannen. 
Ringen zijn van hout, bevestigd aan een stuk leer dat op zijn beurt bevestigd is aan stalen kabels of aan touwen. Om te voorkomen dat bij onder andere het dislokeren de kabels gedraaid raken, worden tussen de ringen en de kabels zogenaamde dislokeerwartels gemonteerd.

## 'Stil' ringen
Het 'stil' ringen is één van de onderdelen van de Olympische meerkamp voor heren. Bij het 'stil' ringen is de turner met de voeten vrij van de grond en worden de ringen zelf niet in een zwaai gebracht.
In wedstrijdverband kent men drie soorten elementen aan de ringen:
- statische onderdelen of krachtonderdelen, zoals handstand of zwaluw
- zwaaionderdelen, zoals de Azaryan
- afsprong

Bepaalde onderdelen zijn op wedstrijden verplicht, zoals een krachtelement, een zwaai naar handstand en een zwaaielement. De score bestaat uit de D-waarde en de E-waarde: de moeilijkheid (difficulty) en de uitvoering (execution). Typische aftrekpunten zijn: armen niet gestrekt, statisch onderdeel minder dan 2 seconden aangehouden, of handstand moeten corrigeren (niet meteen kaarsrecht).

## Ringenzwaaien
Bij het ringenzwaaien verkrijgt men snelheid door zich hangend aan de ringen af te zetten met de voeten, waarbij de ringen in een zwaai worden gebracht. Het ringenzwaaien was vroeger bij het damesturnen een onderdeel van de Olympische meerkamp. Het is binnen de KNGU nog steeds mogelijk om aan wedstrijden ringenzwaaien deel te nemen. Het maakt echter op dit moment geen deel meer uit van het Olympische toestelturnen.